# ليولايموس أباريسيوي
ليولايموس أباريسيوي Liolaemus aparicioi هو نوع من السحالي في عائلة Liolaemidae .  موطنها بوليفيا .